# Сеятель (Брянская область)
Се́ятель — посёлок в Красногорском районе Брянской области, входит в состав Перелазского сельского поселения.

## География
Посёлок находится в западной части Брянской области, на расстоянии приблизительно 10 км (по прямой) к северо-западу от посёлка городского типа Красная Гора, административного центра района.

### Часовой пояс
Посёлок Сеятель, как и вся Брянская область, находится в часовой зоне МСК (московское время). Смещение применяемого времени относительно UTC составляет +3:00.

## История
Посёлок известен с 1920-х годов. В 1926 году проживало 200 жителей. На карте 1941 года отмечен как поселение с 35 дворами.

## Население
| 2010 | 2013 |
| ---- | ---- |
| 37   | ↘29  |

### Национальный состав
Согласно результатам переписи 2002 года, в национальной структуре населения русские составляли 98 % из 63 чел.